# Comunitatea arabă din provincia Khuzestan
Comunitatea arabă din provincia Khuzestan cunoscută și sub numele de Al-Ahwaz (în arabă:الأحواز) este cea mai mai mare comunitate arabă de pe teritoriul Iranului. 

## Localizare geografică și caracteristici demografice
Provincia Khuzestan este situată în sud-vestul Iranului, la granița cu Irakul și Golful Persic. Capitala provinciei este orașul Ahwaz.  Khuzestanul are un caracter multietnic, fiind locuit de către persani indigeni în orașele mari, triburi arabe iraniene, Bakhtiari, Behbahani și Luri în nord, triburile Qashqai și Afshari, armeni, locuitorii din Dezful, Shushtar și cei din regiunile de coastă ale Golfului Persic. Arabii alcătuiesc un procent de 2% din populația Iranului. Dintre aceștia, cei mai mulți trăiesc în provinciile Khuzestan, Fars și Khorasan. Conform ultimului recensământ din anul 2011 Khuzestanul găzduiește o populație de 4,531,720 locuitori, dintre care, conform UNPO, aproximativ 4 milioane sunt arabi.

## Istorie
Triburile semitice Elami, primii locuitori ai Peninsulei Arabe și Irakului despre care se cunosc date istorice sau stabilit pe malurile și văile teritoriului denumit astăzi Ahwaz, punând bazele orașului antic Susa, cunoscut astăzi ca Shush și unei noi mari civilizații.   Herodot and Xenophon denumeau această regiune Susiana, după capitala sa, Susa. Regiunea este menționată de câteva ori în Biblie sub denumirea de Elam. 
Iranul a fost locuit de triburi arabe încă înainte de cucerirea acestuia de către musulmani, fiecare păstrându-și identitatea prin limbă, cultură și religie. Potrivit studiului lui Kasravi, un respectat istoric iranian contemporan, 500 de ani de istorie a Khuzestanului și lui Tabari, primul istoric musulman, arabii au trăit în Khuzestan și în alte părți din sudul Iranului încă din era Parților, cu 4000 de ani în urmă. În anul 639 d.Hr. a avut loc cucerirea islamică a Persiei. Controlul regiunii a trecut de nenumărate ori de la arabi la persani, dar de-a lungul istoriei regiunea și-a menținut o majoritate arabă a populației.
Începând cu anul 1503 Al-Ahwaz a devenit cunoscut sub numele de Arabestan, sugerând caracterul arab al regiunii, recunoașterea locuitorilor săi arabi. În această perioadă arabii din regiune s-au bucurat de o autonomie considerabilă, având în vedere separarea lor de către puterea imperială prin lanțul muntos Zagros. Șeicii arabi locali erau în mare măsură independenți, iar regiunea se diferenția etnic de restul Persiei.
Emiratul Arabestan autonom a existat până în anul 1924,  când Shahul Reza Pahlavi a preluat conducerea, beneficiind de sprijin britanic. Acesta a început o politică de sedentarizare a triburilor arabe din regiune, fapt ce a dus la izbucnirea unui conflict între acestea și conducere întrucât grupurile de arabi erau prin tradiție semi-nomade. Teheranul a început un proces de centralizare, impunând Farsi ca limbă oficială și interzicând limba arabă în școli.  Această centralizare a fost exacerbată în 1936, când regiunea a fost denumită Khuzestan de către guvernul central iranian, într-o încercare de negare a identității arabe a provinciei. Guvernul iranian reușește, astfel, să pună capăt ultimei provincii autonome/emirat din zonă și să aducă Arabestanul (Al-Ahwaz) sub controlul său.

## Religie
Majoritatea arabilor din Khuzestan sunt șiiți(70%) urmați de suniți(24%), restul de 1% fiind reprezentat de alte religii printre care cei mai dominanți fiind creștinii și mandeenii.

## Limbă
Araba din Khuzestan face parte din grupul sudic al dialectelor arabe mesopotamiene denumit "gelet". De-a lungul timpului a suferit modificări, fiind influențat de limba persană ce constau în ordinea cuvintelor, marcarea stării de definire ș.a.m.d. Dialectul arab din Khuzestan este utilizat la nivel informal, nefiind învățat în școli. 

## Implicații economice
Conform guvernului iranian, provincia Khuzestan ocupă locul trei în topul Produsului Intern Brut datorită, în mare parte,  rezervelor de petrol care alcătuiesc aproximativ 80% din resursele de petrol ale Iranului. Câmpul Yadavaran este unul dintre cele mai bogate rezerve petroliere ale Iranului și este situat în provincia Khuzestan, având aproximativ 17 bilioane de barili de petrol. În ciuda acestui fapt rata șomajului în rândurile arabilor din Khuzestan este de 15-20%, iar analfabetismul depășește procentul de 50%. Un milion din cei patru milioane de arabi khuzi trăiesc în mahalale urbane, iar în fiecare an sunt distruse case aparținând aceste minorități pentru a pune în aplicare proiecte sponsorizate de guvernul iranian. 

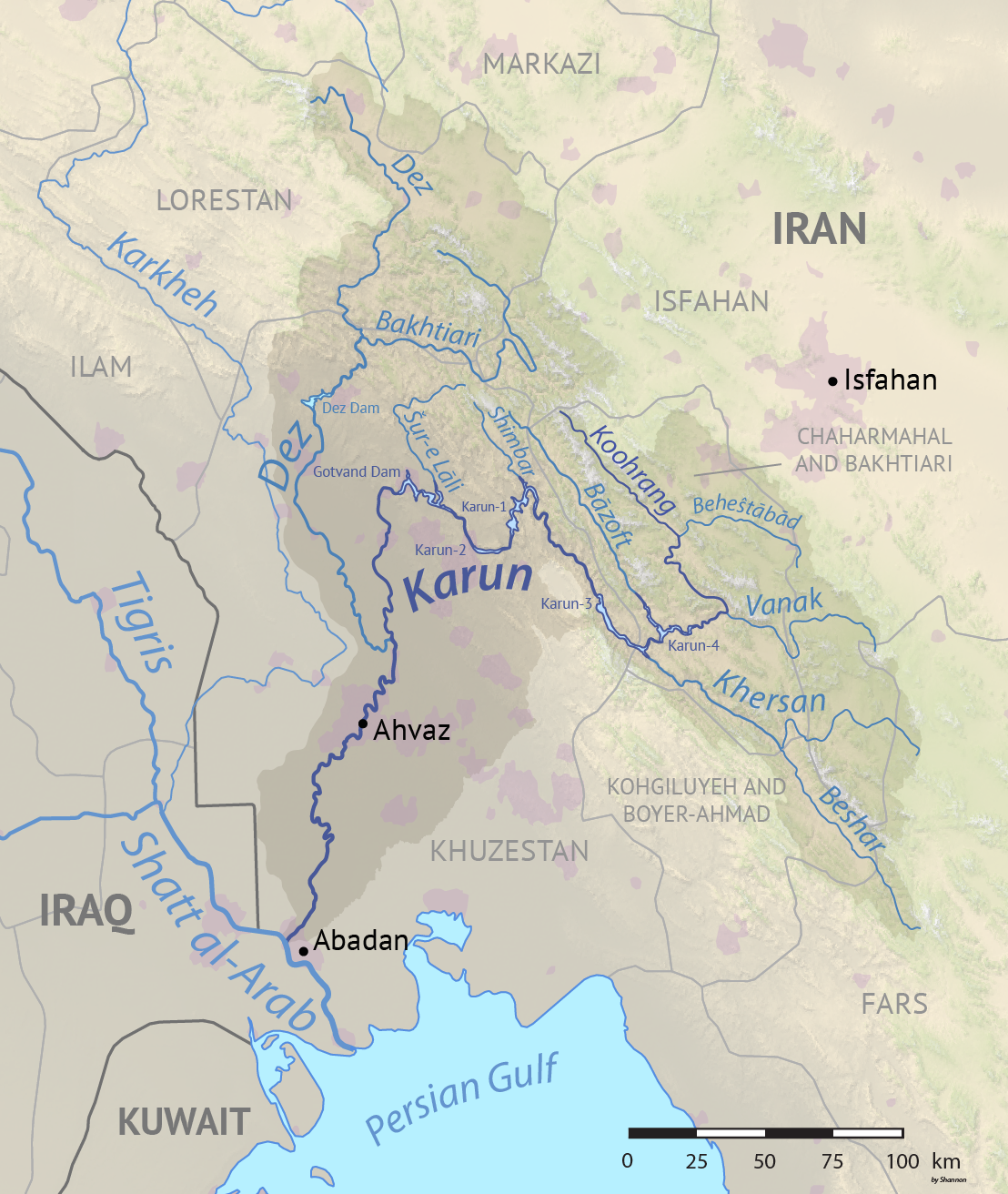
Râul Karun

Pe lângă rezervele de petrol Khuzestanul este cunoscut și ca una dintre cele mai bogate regiuni ale Iranului din punctul de vedere al agriculturii. Râul Karoun străbate provincia, punând la dispoziție apă potabilă și găzduind, totodată, rutele comerciale către Iran și în interiorul Golfului Persic. Devierea cursului râului Karoun de către guvernul iranian pentru inițierea unor proiecte de pompare a petrolului și dezvoltare de fabrici bazate pe energie hidroelectrică și apă a dus la crearea unui dezastru ecologic întrucât mlaștinile s-au transformat în câmpuri de apă sărată, iar teritoriul a devenit deșert. Pierderea teritoriului fertil a dus la malnutriție severă și o rată mare de mortalitate în rândurile populației din Khuzestan. 

## Separatismul arab din Khuzestan
Există un conflict etnic între arabii din partea de vest a Khuzestanului și guvernul iranian. Mișcarea separatistă arabă din vest încearcă să pună bazele unui stat autonom. Guvernul iranian neagă existența discriminării etnice sau a vreunui conflict în zonă.
Există diverse grupuri separatiste care activează în exil, dar nu există un partid politic care să reprezinte arabii din Khuzestan sau celelalte minorități. Din cauza ideologiilor și a tacticilor diferite, a loialității tribale sau a ambiției personale aceste grupuri nu au format până în prezent un front unit. Unii militează pentru rezistența armată, în timp ce alții cred în soluționare pe cai pașnice. Cei mai mulți fac referire la întreaga provincie Khuzestan cu termenul al-Ahwaz (care definește, în realitate, doar o regiune din sud-vestul provinciei).
În funcție de dezideratele lor, grupurile separatiste se împart în două filiere: cei care caută să pună bazele unui stat independent și cei care doresc autonomie regională într-un Iran federal. Printre aceste grupuri se numără Partidul Islamic al Reconcilierii (a cărei activitate a fost interzisă în 2006 de către guvernul iranian), Partidul Renașterii Arabe din Ahwaz (grup separatist care militează pentru rezistență armată; a fost creat de către guvernul sirian și în prezent activează din Canada), Partidul Democratic al Solidarității cu arabii al-Ahwaz (grup cu vederi non-violente și care activează din Marea Britanie), Organizația pentru Eliberarea Ahwazului (cu baza în Olanda; este un grup secular pan-arabist care dorește independență față de Iran; este alcătuit din rămășițele a trei mari grupuri separatiste sprijinite de Irak).
Frontul Democratic al arabilor din Al-Ahwaz este un grup separatist a cărei activitate este dedicată obținerii independenței provinciei Khuzestan față de guvernul iranian și întemeierii unui stat arab cu guvernare de influență marxistă. Grupul activează în prezent din Londra, fiind expulzat în trecut din Iran de către guvernul iranian și este considerat unul dintre cele mai active dintre grupurile separatiste ale arabilor din Khuzestan. Având caracter de organizație politică, grupul militează pentru recunoașterea internațională a existenței discriminării față de arabii din Khuzestan și este suspectat de legături directe cu agitația separatistă care are loc în provincie, fiindu-i atribuite câteva atacuri teroriste pe care nu și le-a asumat.

## Drepturile omului
În timp ce arabii din Khuzestan se bucură de câteva drepturi în constituția iraniană, în practică și prin excludere socială sunt supuși discriminării. Aceștia se confruntă cu restricții în ceea ce privește utilizarea limbii arabe în școli și nu numai. Negarea identității arabe s-a manifestat și prin înlocuirea toponimelor de origine arabă din provincie cu denumiri din limba farsi. În timp ce regimul moderat al lui Khatami a făurit legi pentru a remedia situația populației arabe, venirea la conducere a lui Ahmadinejad a dus la abolirea lor.